# Mycalesis nala
Mycalesis nala är en fjärilsart som beskrevs av Felder 1859. Mycalesis nala ingår i släktet Mycalesis och familjen praktfjärilar. Inga underarter finns listade i Catalogue of Life.